# Adwolfe
 (mars 2025).
Adwolfe est une census-designated place située dans le comté de Smyth, dans l’État de Virginie, aux États-Unis. Lors du recensement de 2020, elle comptait 1 658 habitants.